# 純純的心
《純純的心》，是「放學後TEA TIME」所演唱的單曲。於2010年6月2日由波麗佳音發行。

## 概要
TBS系列放送的電視動畫『K-ON!!』（動畫第2季）的劇中歌單曲。
『K-ON!!』第7話「茶会！」由輕音部的成員所演奏的樂曲，在當日的廣告發表CD化。

## 收錄曲
1. - 作詞：稻葉；作曲、編曲：前澤寬之
  - 主唱：秋山澪；伴唱：平澤唯

動畫『K-ON!!』第7話插曲。
2. - 作詞、作曲：櫻高同窗會；編曲：百石元
  - 主唱：平澤唯 & 秋山澪 & 田井中律 & 琴吹紬 & 中野梓

第1話使用的插曲「櫻丘女子高中校歌」搖滾版本。
3. （Instrumental）
4. （Instrumental）
5. （Instrumental【-Guitar1】）
6. （Instrumental【-Guitar2】）
7. （Instrumental【-Keyboard】）
8. （Instrumental【-Bass】）
9. （Instrumental【-Drums】）

## 外部連結
- PONY CANYON的唱片介紹
- TBS電視・K-ON!!公式網站情報 （页面存档备份，存于）